# Giacomo Filippo Sacco
Giacomo Filippo Sacco (Alessandria, ? – Milano, 15 agosto 1550) è stato un nobile e politico italiano, presidente del Senato di Milano e uomo di spicco nel governo milanese.

## Biografia

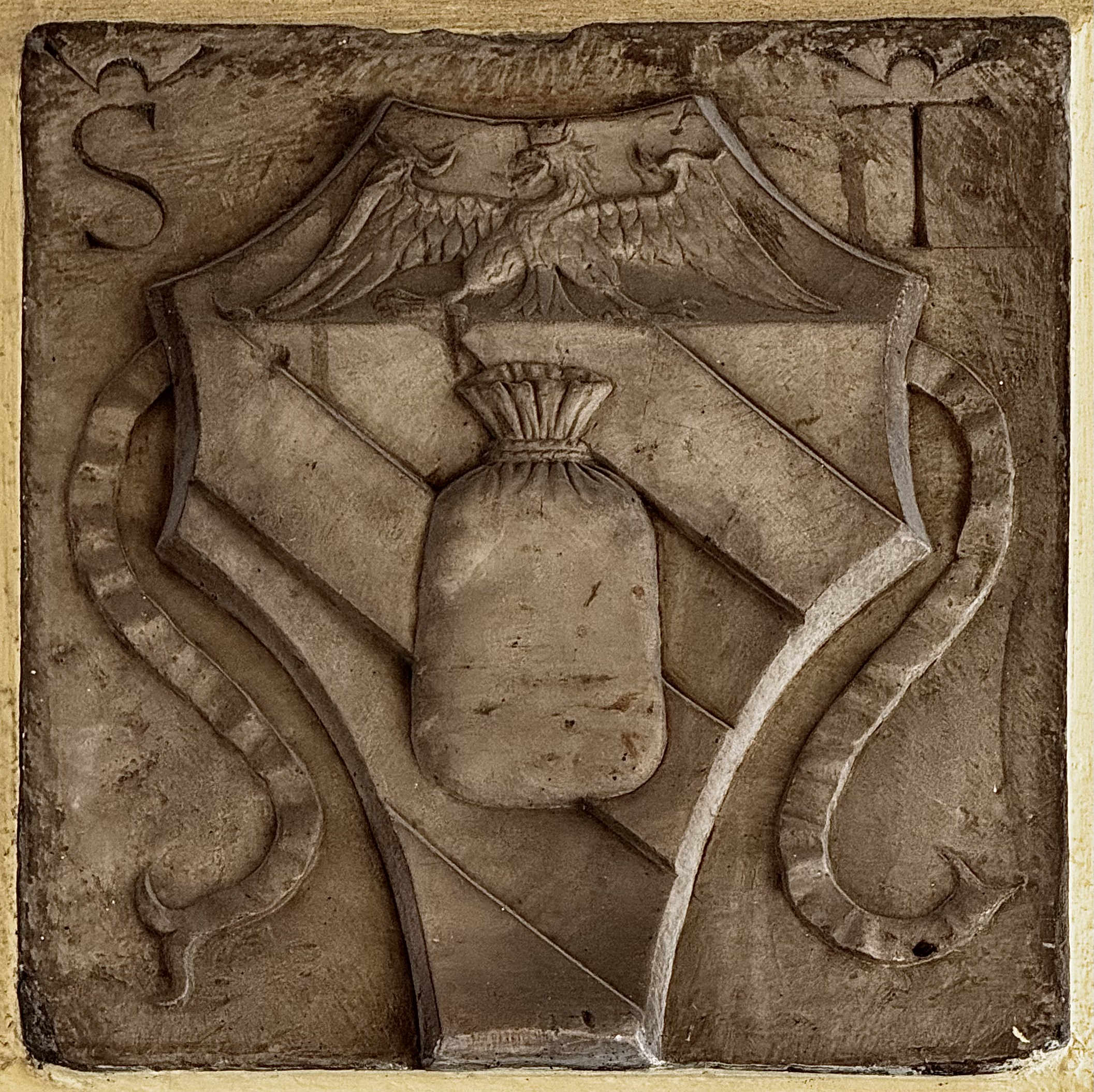
Stemma della famiglia Sacco sopra l'ingresso interno di palazzo Sacco di Alessandria.

Giacomo Filippo Sacco, originario di Alessandria, nacque in una data non precisata, figlio di Luchino, dottore in medicina, appartenente a una famiglia di antica nobiltà, attestata in città sin dalle sue origini alla fine del XII secolo. La genealogia familiare includeva un fratello, Agostino Domenico, e una sorella, Monaca, la quale si unì in matrimonio con Nicola Dal Pozzo. Nonostante manchino dettagli sulla sua educazione, si sa che percorse la carriera giuridica, conseguendo una laurea in giurisprudenza.

### Consiglio segreto
Le cronache lo menzionano per la prima volta nel 1513, anno in cui Massimiliano Sforza lo incluse nel Consiglio Segreto - massimo organo politico, amministrativo e giudiziario del Ducato - composto da individui notevoli selezionati per meriti e capacità di gestione, provenienti dalle principali comunità del ducato, inclusa Alessandria. Nel tessuto giuridico e politico della Milano del primo Cinquecento, Giacomo Filippo Sacco emerse come figura di rilievo durante il regno dell'ultimo duca di Milano degli Sforza, Francesco II, il quale salì al potere nel 1522. L'arco temporale descritto era segnato da una crisi profonda causata dall'alternarsi di dominazioni francesi e riconquiste sforzesche, che avevano gravemente destabilizzato lo Stato. In tale contesto, con la ripresa del castello di Vigevano da parte di Francesco II, Sacco fu selezionato per unirsi al gruppo di fiducia del duca. Insieme a Domenico Sauli e Alessandro Bentivoglio, fu incaricato di rientrare a Milano per implementare misure volte a regolare i prezzi nella capitale, intervento essenziale per stabilizzare l'economia cittadina.

### Ducalis senator
Nel 1525, Giacomo Filippo Sacco, descritto come ducalis senator, contribuì finanziariamente alla comunità di Alessandria con un prestito di 90 scudi. Il Senato di Milano, istituzione alla quale Giacomo Filippo fu chiamato a presiedere a partire dal 1530 in seguito a un decreto ducale, era un organo legislativo istituito da Luigi XI di Francia nel 1499, ispirato agli equivalenti d'oltralpe. Questo organo collegiale, al di sotto del monarca, incarnava l'autorità statale, detenendo ampie funzioni sia dirette sia indirette sulla gestione amministrativa dello Stato milanese. I senatori, caratterizzati da inamovibilità e poteri significativi, erano selezionati esclusivamente dai ranghi sociali più elevati e influenti.
Nel suo incarico, Giacomo Filippo Sacco assunse un ruolo cruciale nelle riforme legislative promosse da Francesco II, particolarmente evidente nella riforma della giustizia. La riforma comportò una revisione dei criteri di selezione dei membri del Senato di Milano, culminando nella creazione di un nuovo codice di leggi, le "Constitutiones dominii Mediolanensis". Le Novæ Constitutiones furono iniziate durante gli ultimi anni del dominio sforzesco e completate nei primi anni del governo imperiale di Carlo V. Il lavoro fu portato avanti da un insieme di eminenti giuristi lombardi, tra cui Francesco Lampugnani, Egidio Bossi e lo stesso Sacco. Il corpus legislativo delineava specificatamente le responsabilità e le funzioni delle varie autorità giudiziarie, inclusi gli organi incaricati di mantenere la decoro e l'efficienza amministrativa della città.
Il codice era articolato in cinque libri: il primo trattava delle disposizioni relative agli ebrei, ai senatori e ad altri ufficiali pubblici; il secondo riguardava le tutele, le curatele, i pubblici notai e il processo civile; il terzo le materie di diritto civile; il quarto il diritto penale, il processo criminale, i privilegi fiscali, gli oneri, le acque e le strade pubbliche; il quinto era dedicato agli uffici amministrativi. Promulgato nel 1541, il codice entrò in vigore il 1° gennaio del 1542. 
Il nome di Sacco rimase strettamente connesso a questa significativa opera legislativa, la cui implementazione fornì una struttura legale unificata per il dominio milanese, e stabiliva la prevalenza delle sue disposizioni sugli statuti locali, abolendo di fatto tutte le normative non incluse nel codice.
La statura giuridica e l'importanza del codice si riflettono anche nelle sue edizioni successive. La prima edizione stampata del 1541 è riconosciuta come l'edizione ufficiale. Tra le varie edizioni pubblicate, l'ultima includeva il "Libellus de origine iuris mediolanensis" di Francesco Grasso, un legista che aveva partecipato alla compilazione del codice. La penultima edizione, considerata la più accurata e completa, fu curata da Gabriele Verri nel 1747. Questa edizione riportava un «Prodromus de origine et progressu iuris mediolanensis», e fu arricchita con una collectanea, una raccolta di decisioni senatoriali che illustravano la legislazione in vigore.
La sua posizione di spicco nel gruppo dirigente milanese gli permise di avere rapporti diretti con Massimiliano Stampa, e di frequentare la sua residenza. Giacomo Filippo giocò un ruolo chiave nelle comunicazioni tra il duca e Massimiliano Stampa concernenti il rafforzamento delle fortificazioni di Como, la preparazione di doni diplomatici per gli inviati dell'Imperatore nel 1533, le riparazioni al castello di Vigevano nello stesso anno e l'organizzazione degli apparati per il funerale di Alessandro Bentivoglio.
Con la morte di Francesco II e la successiva cessione del ducato di Milano alla Spagna nel 1535, Giacomo Filippo Sacco, insieme a Francesco Taverna, gran cancelliere, e a Domenico Sauli, presidente del Magistrato delle entrate ordinarie, prestò giuramento di «debile ma però devota fidel servitù» all'imperatore. Quest'ultimo espresse apprezzamento per la «diligenza» e il «maturo consiglio» di Sacco nel proemio delle Novæ Constitutiones, ratificate nel 1541.

### Feudi
Nel 1530, Giacomo Filippo Sacco ricevette da Francesco II i feudi alessandrini di Pietra Marazzi e di Pavone. Nello stesso anno, agì come procuratore del duca durante il giuramento di fedeltà di Alfonso III d'Avalos, marchese del Vasto, per i feudi di Castelnuovo, Castellazzo e Castelleone vicino a Cremona. Inoltre, nel 1533 rappresentò il sovrano al giuramento di Marco Madea riguardante parti del castello e del feudo di Quattordio.

### Rapporti con Alessandria

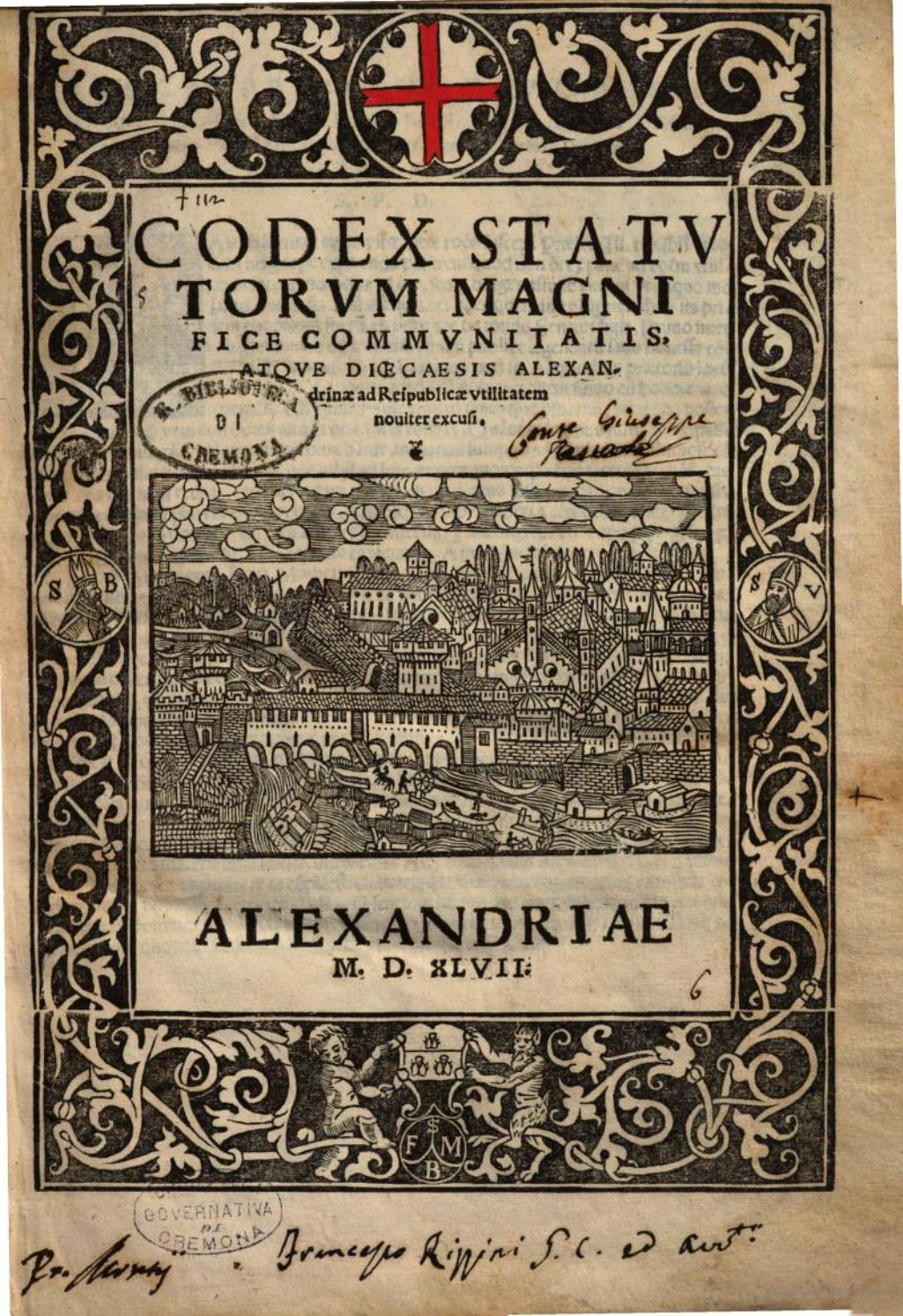
Bartolomeo da San Lazzaro detto "dell'Intaglio", Codex Statutorum Magnifice Communitatis Atque Diœcæsis Alexandrinæ, frontespizio, Xilografia, impresso in-folio in Alessandria per Francesco Moscheni e fratelli nel 1547.

Il legame di Giacomo Filippo Sacco con il territorio alessandrino e il suo impatto sulla città rimangono in gran parte non documentati, nonostante la rilevanza strategica attribuita alla città dal duca, che già nel 1530 ne aveva anticipato la modernizzazione delle fortificazioni. A tal fine, diversi ingegneri militari furono commissionati da Francesco II per visitare e valutare le difese di Alessandria. Tra questi figurano Michele Sanmicheli, Lorenzo Leonbruno e Giacomo Seghizzi, tutti attivi nel 1530 e nel 1532. Inoltre, Giacomo Filippo menzionò nelle sue corrispondenze del 1530 un «ingegnere del Duca di Ferrara», esprimendo preoccupazione per le vulnerabilità delle strutture difensive della città.
La limitata documentazione conservata negli archivi storici del comune di Alessandria per il primo quarto del XVI secolo rende difficile delineare con precisione il ruolo svolto da Giacomo Filippo Sacco nelle dinamiche tra il centro amministrativo e le aree periferiche. Nonostante la mancanza di dettagli, è evidente che Sacco avesse un ruolo significativo come collegamento diretto tra la comunità di Alessandria e il duca. La sua posizione influente era sostenuta dalla fiducia e dalla stima che il sovrano riponeva in lui, elementi che presumibilmente gli permettevano di agire oltre le funzioni tradizionali delle magistrature, come quella dell'oratore, mantenendo i contatti con la capitale. Singolare un espisodio del 1533 in cui l'ambasciatore della Repubblica di Venezia a Milano, Giovanni Basadonna, fornì una descrizione critica di Francesco Sforza, osservando: «le opinioni sue sono strane, non ostante il suo ottimo discorso; e forse questo avviene per aderire troppo al presidente, il quale di stato sa poco». Il commento sottolinea implicitamente l'influenza significativa che Giacomo Filippo Sacco esercitava nelle materie giuridico-legali, e anche nelle decisioni politiche del ducato, mettendo in luce la sua capacità di impattare sulle scelte di governo ben oltre il suo ruolo formale.
La documentazione storica rivela un episodio particolare avvenuto durante l'insediamento di Paolo da Lonate ad Alessandria, nominato nel 1535 da Francesco II come governatore della città e dei territori ducali oltre Po. In tale contesto, Giacomo Filippo Sacco ebbe modo di esprimersi in una lettera indirizzata al consiglio degli anziani, dimostrando così il suo ruolo attivo e influente nella mediazione tra il centro di potere ducale e le autorità locali. Questa corrispondenza offre uno spaccato del suo impegno nella gestione delle dinamiche politiche e amministrative:
| «Mi è parso conveniente cum questa mia darli adviso che forse dominica proxima o vero lunedì sera il Signor Paulo da Lonate deputato per la Excellentia del Signor duca a quello governo del qual spero che [le] Vostre Signorie ne resteranno ben satisfatti insieme cum tuta la città Vostre Signorie potrano prevederli di alogiamento qual ragionando cum sua Excellentia si è concluso non poter esser melio che in casa del Signor refferendario al qual vostra signoria potranno poij provider del tuto secondo sarà conveniente, la determinazione si è fata questa sciera perho più presto non ho potuto advisarli, so non bisogna ricordarli lo andarli incontra et receverlo honoratamente [...] Mediolani die 16 septembre 1535 Di vostri Signori concitadino et como fiolo Jacobo filippo Saccho.» |
| Consigli e Decurionato, vol. 68, fol. 17v. |

Il messaggio, inviato da Giacomo Filippo Sacco in data antecedente all'ordine ducale del 18 settembre, dimostra la sua preoccupazione affinché la comunità di Alessandria non fosse impreparata di fronte a situazioni che avrebbero richiesto rapidi interventi. Questa comunicazione evidenzia un profondo legame con la sua città natale, testimoniato anche dal suo sostegno economico attraverso numerosi prestiti di denaro. In riconoscimento del suo impegno e del legame con la città, la comunità gli dedicò il "Codex statutorum magnifice communitatis atque diœcæsis Alexandrinæ", codice che compilava le leggi regolanti la vita cittadina fin dal medioevo, pubblicato nel 1547.

### Testamenti e patronati

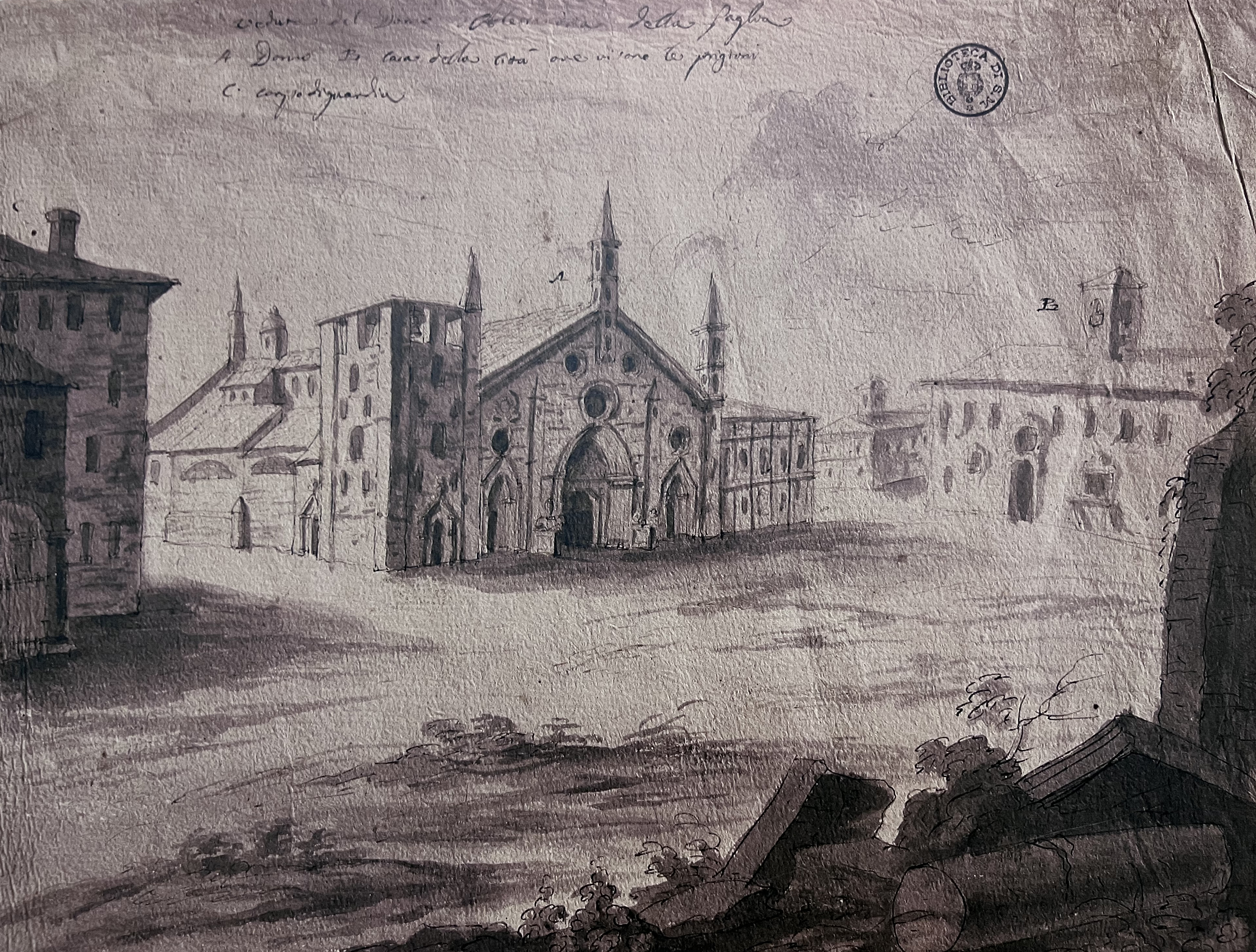
Anonimo, Veduta del domo d'Alessandria della Paglia, acquerello, metà XVIII secolo, Biblioteca Reale di Torino. Il disegno contestualizza la cattedrale nella platea major.

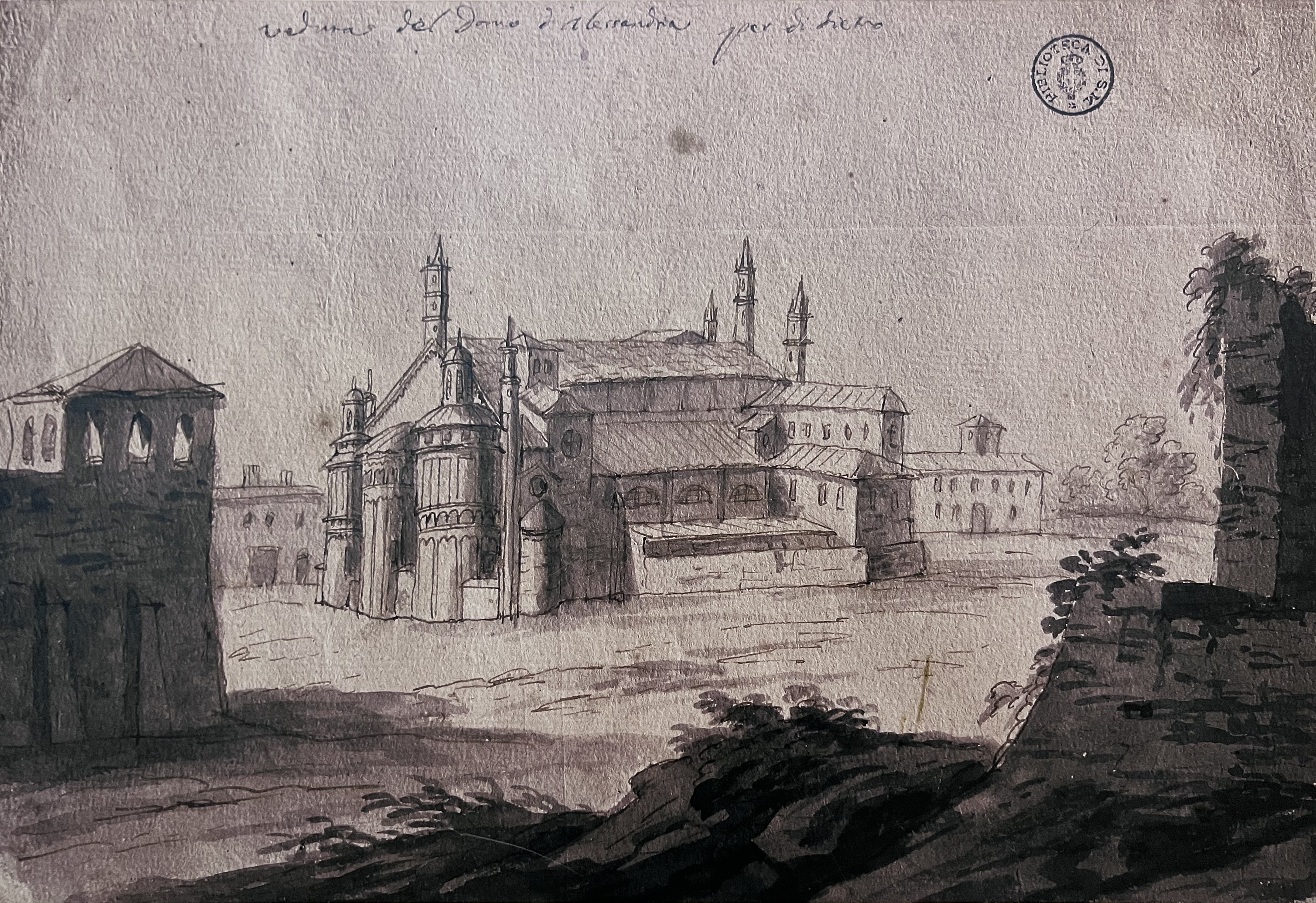
Anonimo, Veduta del domo d'Alessandria per di dietro, ibidem. È raffigurata la zona absidale composta dalle consuete absidi a tracciato semicircolare.

Giacomo Filippo scelse di essere sepolto ad Alessandria, presso la cattedrale di san Pietro, dove progettò la realizzazione di un nuovo mausoleo funerario. La cattedrale di Alessandria era sede di una cappella deidcata a san Perpetuo, già sotto il patronato della famiglia Sacco con Galeotto. Galeotto Sacco, canonico della cattedrale di Alessandria, nel suo testamento del 1440, stabilì il giuspatronato della cappella di san Perpetuo all'interno del duomo, cappella che prese il nome dal santo stesso. Galeotto decise che il suo luogo di sepoltura fosse il «monumento novo per ipsum in ipsa capella constructo», una nuova costruzione all'interno della cappella. Inoltre, provvide alla cappella un sostegno economico attraverso il reddito proveniente dalla vendita di una proprietà immobiliare che possedeva in città. Questo atto fu formalizzato nel 1448 con la fondazione della cappellania omonima, confermando l'importante legame della famiglia Sacco con la cattedrale. 
La cappella della famiglia Sacco era originariamente posizionata nell'absidiola settentrionale, adiacente all'abside principale della cattedrale. Una collocazione di rilevante importanza architettonica che suggerisce significative modifiche di cui la struttura fu oggetto. In particolare, tra la fine del XV secolo e l'inizio del XVI secolo, si registrarono lavori per l'innalzamento della copertura, sostituendo le tradizionali semiconche medievali. Le modifiche furono probabilmente intraprese dalla famiglia Sacco, che desiderava inserire il proprio monumento funerario in quella sede. Un cambiamento sostanziale avvenne con il trasferimento del simulacro della Madonna della Salve nel 1592, che alterò la dedicazione originale della cappella. Il destino della cappella di san Perpetuo subì una trasformazione radicale nel secondo quarto del XVI secolo, periodo in cui questo spazio, precedentemente un semplice annesso della cattedrale, divenne il centro di un ambizioso progetto di ricostruzione, fortemente voluto dal presidente del Senato. 
Egli redasse tre testamenti; il primo non è stato reperito, lo stesso testatore affermò di non ricordare quale «notarius rogatus fuerit», ovvero quale notaio fosse stato incaricato della stesura. Gli altri due testamenti furono stesi rispettivamente il 14 aprile 1544 e il 15 ottobre 1549. Le disposizioni contenute in questi ultimi documenti sono chiare riguardo alla volontà del testatore di ricostruire la cappella di famiglia, evidenziando un impegno esplicito verso il restauro e la valorizzazione del sito familiare:
«Item sepulchrum mihi eligo in capella Sancti Perpetui mei Juris patronatus in ecclesia mayori civitatis Alexandriæ et si tempus obitus mei capella ipsa non erit constructa secundum que destinavi, lacta sunt fondamenta ex licentia et facultate mihi concessa per canonicos et capitulum dicte ecclesie ac presidentes dicte civitatis, volo que cadaver meum deferatur ad ecclesiam pacis in suburbijs Mediolani.».
Il testatore espresse chiaramente il desiderio di essere inumato nella nuova struttura, la cui costruzione era già iniziata. Documenti del 1544 indicano che le operazioni per la fondazione erano state autorizzate sia dal capitolo della cattedrale sia dal consiglio comunale. Un'analisi comparativa tra i testamenti redatti nel 1544 e nel 1549 mostra costanza negli intenti, evidenziando un particolare interesse per il «Typpum seu modellum ordinatum per magistrum Christoforum Lombardum architectum templi Mayoris Mediolani». L'impiego di Cristoforo Lombardo, architetto di prestigio, rifletteva il gusto e le tendenze prevalenti della classe dirigente milanese del tempo.
Il testamento del 1549, particolarmente significativo per essere stato redatto vicino al termine della sua vita, pone in luce l'ambizione del progetto e l'importanza che Giacomo Filippo attribuiva alla sua realizzazione. In esso, si specifica che, in caso di decesso dell'architetto, i lavori sarebbero dovuti proseguire sotto la guida di un altro architetto qualificato, «alius architectus idoneus», capace di interpretare e attuare fedelmente il progetto. Tale disposizione rifletteva la preoccupazione di Giacomo Filippo che, in sua assenza, il proseguimento dei lavori potesse essere lasciato in mano a tecnici locali meno qualificati, garantendo così la continuità della sua visione architettonica.
Giacomo Filippo instaurò una cappellania permanente, dotata di un cappellano e finanziata da un reddito annuo di 500 scudi, con l'obbligo di celebrare quotidianamente una messa perpetua. Stabilì inoltre che suo fratello, Agostino Domenico, destinasse annualmente alla costruzione della cappella 50 scudi provenienti dai suoi guadagni derivanti dalle tasse sul vino e sulla carne nella città di Alessandria, fino al completamento dell'edificio. Questi fondi, che ammontavano a 2000 scudi per l'architettura e 400 per la decorazione, erano destinati a garantire la realizzazione di un luogo di culto di prestigio.
Fu inoltre stipulato che la moglie di Giacomo, Faustina, fosse tenuta a contribuire finanziariamente alla cappella, come specificato nella clausola testamentaria: "teneatur errogare ad beneficium dicte capelle, et eius constructionis et ornamentorum singulo anno quicquid percipier ultra scuta tercentum donec perfecta fuerit dicta capella, simul cum ornamentis [...]". Questo impegno includeva anche l'acquisto di specifici oggetti sacri e indumenti per i cappellani, come delineato in un altro passaggio del testamento: "anconam unam pro dicto altari, in qua expendantur ad minus scuti ducentum, et debita ornamenta ipsius altaris, et indumenta capellanorum pro celebrandis divinis officijs, ad minus scuti centum, et crucem unam argenteam, calicos duos, et thuribulum unum valoris scutorum centum".

### Opere e mecenatismo
Le cronache riportano che il cantiere era attivo già nel 1544, e progressi significativi erano stati fatti entro il 1549, anno in cui il testatore documentò l'acquisto di materiali, compensando il suo servitore, Gerolamo di Monte Santo, con 50 scudi per i danni arrecati alla sua proprietà dal deposito delle pietre necessarie alla costruzione della cappella, descritte come "lapidibus" "pro constructione capelle construende in civitate Alexandrie".
Ulteriori conferme dell'impegno di Giacomo Filippo nei confronti di questo progetto emergono da un codicillo al suo testamento, datato 28 giugno 1550 e redatto poco prima della sua morte, nel quale esprimeva: "mihi plurimum cordi est perfectio dicte capelle per me iam cepte", evidenziando il suo desiderio di vedere completata l'opera iniziata.
La questione sulla localizzazione della struttura commissionata da Giacomo Filippo rispetto all'antica cattedrale suscita interesse, soprattutto in assenza del duomo originale, demolito, che impedisce verifiche dirette sulla conformazione originaria del sito. Documenti d'archivio forniscono indizi che permettono di formulare alcune ipotesi a riguardo. Giacomo Filippo, dopo la sua morte, delegò al fratello Agostino Domenico il compito di completare l'edificio. Quest'ultimo, a seguito di circostanze non del tutto chiarite e possibilmente sotto l'influenza di alcuni membri del consiglio cittadino, intraprese azioni significative nel 1553. In quell'anno, Agostino Domenico sollecitò la comunità locale affinché gli venisse assegnata la cappella di san Giuseppe, all'epoca un progetto in stallo a causa di gravi problemi finanziari. La sua intenzione sarebbe stata quella di dedicare la cappella a san Perpetuo, completandola con i fondi lasciati dal fratello. Un documento del Comune datato 16 aprile riflette la posizione del consiglio riguardo a tale richiesta, evidenziando l'interazione tra le volontà testamentarie e le dinamiche politico-economiche della città in quel periodo.
| «Il Magnifico Signor Antonio Lanzavecchia uno de ditto consiglio sopra la prima posta dice che il parer suo, e che contentandosi il signor Augustino Dominico Sacco cavaler de acetar la capella di sancto Josep qual è nela gesia magior de la Città et fabricar sopra detta capella et fornirla como ancor era animo et voluntà delo Ill.mo signor presidente che la cita se debe contentar che ditta capella de Santo Josep li sia datta per doij rispeti luno adcio che non se guasta la fazata dil domo ampliando la capella di santo Perpetuo che è in ditta gesia, laltra adcio che se fornise la detta capella di Santo Josep quale già è una stade che è incomenzata et non se fornirebe per vitta nostra como ognuno po considerar et vedere et che per autorità dil presente consiglio se intenda che dita capella li sia data deliberata et assignata al dicto signor Cavaler per fabbricare et fare quello haveva a fare in la capella di Santo Perpetuo.» |

Il documento rappresenta una fonte significativa perché stabilisce per la prima volta un legame certo tra la cappella di san Perpetuo e quella di san Giuseppe, quest'ultima effettivamente eretta sul fianco destro della cattedrale. Tale documento acquisisce ulteriore rilevanza nell'ipotizzare l'evoluzione del progetto architettonico del sito. Durante la prima metà del XVI secolo, il presidente del Senato ottenne le autorizzazioni necessarie per costruire un mausoleo funerario che si discostasse dalle forme architettoniche romanico-gotico che ancora predominavano nel duomo, proponendo una collocazione che avrebbe «guasta la fazata dil domo ampliando la cappella di santo Perpetuo che è in ditta gesia». L'interpretazione di questa espressione rimane incerta: potrebbe riferirsi ad un rinnovamento della zona absidale, già occupata dalla vecchia cappella Sacco, oppure a modifiche della facciata del duomo, dove il mausoleo Sacco avrebbe sicuramente imposto visivamente la sua presenza. Tale iniziativa avrebbe emulato il Mausoleo Trivulzio, situato frontalmente alla basilica di San Nazaro in Brolo a Milano, commissionata da Gian Giacomo Trivulzio e progettata da Bramantino, un modello ben noto al committente e a Cristoforo Lombardo, quest'ultimo impegnato nei lavori di completamento della struttura durante gli anni quaranta del XVI secolo.

Pietro Casalini, Rilievo della Cattedrale di San Pietro, disegno a penna acquerellato, cm. 47,1 x 40,6 (Scala di 19 Toises = 16,3 cm.), 15 gennaio 1803.

Questo piano offriva l'opportunità ad una famiglia senza eredi diretti di lasciare un'impronta indelebile nel tessuto urbano, una possibilità che la comunità di Alessandria difficilmente avrebbe negato a Giacomo Filippo Sacco, data la sua posizione influente e il suo ruolo significativo nella città. Tuttavia, subito dopo la sua morte, la proposta fu sostituita da una soluzione alternativa, presentata al fratello, che mostrava minor resistenza alle pressioni del consiglio e sembrava meno incline a confrontarsi con esso. Quattro anni dopo la scomparsa di Giacomo Filippo, Agostino Domenico ribadiva nel suo testamento l'impegno a realizzare le volontà del presidente del Senato, specificando «in constituendo capellam quam constitui incipit in suo testamento, et cuius loco ipse Magnificus Dominus Testator [Domenico Agostino] promisit erigere ecclesiam Sancti Joseph testatoris fratris». L'esito del progetto ideato da Cristoforo Lombardo rimane non documentato. Nei cinque anni che intercorrono tra la morte del presidente e quella dell'architetto, avvenuta nel 1555, non emergono prove della sua presenza ad Alessandria; tuttavia, è noto che il cantiere, se iniziato secondo il progetto originario, si protrasse per circa quarant'anni, soggetto a reinterpretazioni successive da parte di varie maestranze. Il rilievo di Pietro Casilini, realizzato nel 1803 poco prima della demolizione della cattedrale e riproposto in questa voce, non fornisce ulteriori dettagli che possano chiarire le questioni ancora aperte.
Fonti del XVIII secolo riferiscono di un apparato decorativo situato all'interno della cappella, che includeva un polittico del XVI secolo. Al centro di quest'opera era raffigurata la "Purificazione della Vergine", mentre negli scomparti laterali si trovavano le figure dei santi Perpetuo, Gerolamo, Teobaldo e Caterina. Questa raccolta di santi illustra, dunque, l'unificazione di diverse cappellanie, il progetto iniziato da Giacomo Filippo e portato a termine dal fratello nel 1552.
Durante gli anni quaranta del XVI secolo, Alessandria emerse come un centro significativo per la committenza artistica, un'epoca di cui poco si conosceva fino a recenti aperture fornite da studi orientati ad altri fini. È il caso di Antonio Trotti e Isabella Guasco che, nel 1542, accolsero nel loro palazzo Anton Francesco Doni, proveniente da Genova. Doni presentò loro due opere molto apprezzate dello scultore Giovanni Angelo Montorsoli, conosciuto a Genova lavorando per i Doria. Le famiglie Trotti, Guasco e Ghilini rappresentavano il patriziato locale e mantennero rapporti con funzionari ducali residenti in città, tra cui Francesco Maria Stampa e Gaspare Del Maino, quest'ultimo cognato di Massimiliano Stampa avendo sposato sua sorella Margherita. Del Maino morì ad Alessandria nel 1533, dopo aver ospitato membri illustri della corte imperiale e aver ricoperto la carica di referendario.
In questo contesto, Giacomo Filippo Sacco assunse un ruolo di spicco. Non solo pianificò la costruzione di un mausoleo funerario in stile classicheggiante nella cattedrale, ma fu anche un punto di riferimento essenziale nel processo di rinnovamento che caratterizzò il duomo nel secondo quarto del XVI secolo. Tra le sue donazioni testamentarie, vi fu una serie di arazzi «quibus ornant parietes sale magne et camere eidem contigue domus mee Mediolani», presumibilmente di origine fiamminga, riflettendo un gusto prevalente a Milano negli anni trenta e quaranta del Cinquecento. Francesco Gasparolo, all'inizio del XIX secolo, ricordava ancora questi manufatti appesi alle arcate del duomo nuovo durante alcune festività particolari.
Giacomo Filippo Sacco emerge come una figura di rilievo nel contesto culturale milanese durante il periodo "imperiale", caratterizzato da un'intensa attività artistica che vide la partecipazione di figure di respiro internazionale, tra cui Tiziano. Un ambiente così vibrante ha certamente influenzato Sacco, rendendolo un mecenate sensibile alle novità artistiche. Un episodio noto della committenza di Giacomo Filippo Sacco è descritto da Giovanni Paolo Lomazzo, che cita un'opera di Callisto Piazza nella residenza di Sacco, vicino alla chiesa di santa Maria dei Servi di Milano. Si tratta di un affresco andato perduto: «Potrà osservare anco massime quanto à i coloriti le muse dipinte da Calisto Lodigiano in Milano nel giardino della casa che già fù del Presidente Sacco, appresso la Chiesa de' Servi, dove con molte altre figure si vede il ritratto d'esso Presidente, & di sua moglie. Della qual pittura posso senza nota di temerità dire che non sia possibile quanto alla bellezza de i coloriti farne altra più leggiadra & vaga à fresco». Nonostante l'assenza di una datazione precisa, è probabile che l'opera sia stata realizzata negli anni quaranta del XVI secolo e nel 1714 viene ancora citato da Carlo Torre. Questa relazione tra Sacco e l'artista potrebbe anche spiegare la commissione, da parte di Sacco, della pala per l'altare maggiore della cattedrale di san Pietro ad Alessandria nel 1546, raffigurante san Pietro in cattedra, con i santi Baudolino e Valerio negli scomparti laterali, protettori della città. Tale committenza riflette l'apertura di Sacco alle correnti artistiche della Milano cinquecentesca, e il suo impegno nel rinnovamento della cattedrale evidenzia la sua volontà di integrare questi influssi culturali nel tessuto locale.

### Morte e sepoltura
Giacomo Filippo Sacco si spense il 15 agosto 1550 a Milano. Dispose che il suo corpo fosse trasferito ad Alessandria per essere sepolto nella cattedrale. Il cadavere di Giacomo Filippo venne provvisoriamente deposto nella chiesa di santa Maria della Pace (Milano) di Milano, dove, non ostante la sua volontà contraria, pare che fosse ancora lì al tempo
dell'annalista Ghilini.
Sull'alto della parete d'ingresso della cappella di san Giuseppe vi era lo stemma dei Sacchi dipinto, al di sopra dell'organo: «[...] desuper [...] praedictis Januis adess Organum, quod est proprium dictæ Capellæ, super quo in muro picta sunt Insignia D. Præsidis Sacchi». In quel luogo trovò inoltre sepoltura, come si evince da un verbale di una visita pastorale, e si fa menzione del relativo sigillo tombale, la sepoltura dei Sacchi era al termine - il riferimento, secondo l'uso, è per chi dia le spalle all'altare — della cappella, oltre l'ingresso: «Versus finem adest lapis cum hac inscriptione: Sepulchrum Nob. Familiæ de Sacchis Patronæ hujus Sacelli constructum anno 1757».

## Matrimonio e discendenza
Dopo la morte, nel 1534, di Gian Francesco Stampa, conte di Rosate e cugino di Massimiliano Stampa, Giacomo Filippo ne sposò la vedova, Faustina d'Augusto Maggiolini, divenendo il padre adottivo del loro figlio, Giacomo Massimiliano. Giacomo Massimiliano fu inizialmente designato dal castellano del castello di Porta Giovia come successore nel marchesato di Soncino nel 1537 - Massimiliano Stampa e la moglie Anna Moroni ebbero un unico figlio, Francesco, morto all'età di otto anni nel 1528 - ma al nipote preferì il fratello Ermete modificando la disposizione nel 1540
Giacomo Filippo e Faustina rimasero senza figli, come già scritto nominò suo erede universale il fratello Agostino Domenico nel testamento del 15 novembre 1549. Quest’ultimo, in mancanza di discendenti diretti, indicò come suo erede Antonio Dal Pozzo, figlio della sorella Monaca, o, in alternativa, per linea di successione, Pietro Camillo e Fabrizio Cane-Bisnati.

### Esplicative
1. ↑  Testamento eseguito il 15 novembre 1549.
2. ↑  In italiano: "Prodromo sull'origine e il progresso del diritto milanese".
3. ↑  Il nome dell'artista, attribuito con una certa incertezza, è stato suggerito da Alessandro Baudi di Vesme (cfr. Schede Vesme /II, p. 1664, n. 6). Nella vignetta centrale, ove viene illustrata la città di Alessandria, idealmente osservata dal punto di vista del quartiere di Bergoglio, emerge preminentemente la struttura imponente della cattedrale, caratterizzata da un corpo massiccio e pinnacoli che si ergono verso il cielo. La cornice decorativa che circonda il frontespizio e la vignetta è arricchita dalla presenza di due medaglioni posti ai lati, raffiguranti i santi patroni della città: san Baudolino, posizionato a sinistra, e san Valerio, a destra.
4. ↑  In italiano: "Codice degli statuti di Alessandria e della sua diocesi".
5. ↑  Interessante, sulla destra, il Palatium Novum del Comune del XIII secolo, sostituito, alla fine del XVIII secolo, dal nuovo palazzo del Municipio.
6. ↑  Il disegno rende riconoscibile una stratificazione architettonica compresa tra la fine del XII e la prima metà XVI secolo.
7. ↑  Non è stato possibile rintracciare documentazione specifica in merito, ma l'ipotesi che le absidi laterali siano state sopraelevate deriva dall'analisi della "Veduta del domo d'Alessandria per di dietro", conservata presso la Biblioteca Reale (Torino) di Torino e riprodotta qui di fianco, che mostra chiaramente le absidi laterali munite ora di piccole cupole con lanternino. Si ritiene plausibile che le modifiche all'absidiola nord siano state iniziate dalla famiglia Sacco. Tali lavori di trasformazione si collocano tra il XVI e il XVII secolo. In particolare, nel 1592 il vecchio sito della cappella della Purificazione venne destinato ad accogliere il simulacro della Madonna della Salve, e da allora la cappella prese tale denominazione (cfr La Cattedrale di Alessandria, p. 14).
8. ↑  In italiano: "Desidero che il mio sepolcro sia nella cappella di san Perpetuo, di cui ho il diritto di patronato, nella chiesa maggiore della città di Alessandria; e se al momento della mia morte la cappella non sarà stata costruita come ho previsto, dato che sono state poste le fondamenta con il permesso e l'autorizzazione concessi a me dai canonici e dal capitolo della suddetta chiesa e dai presidenti della suddetta città, desidero che il mio corpo sia trasportato alla chiesa della pace nei sobborghi di Milano".
9. ↑  In italiano: "Sia tenuto a erogare a beneficio della detta cappella, e della sua costruzione e degli ornamenti, ogni anno quanto si percepirà oltre trecento scudi fino a che non sia completata la detta cappella, insieme agli ornamenti.".
10. ↑  In italiano: "Un'ancóna per il detto altare, nella quale si spendano almeno duecento scudi, e gli adeguati ornamenti di tale altare, e gli abiti dei cappellani per la celebrazione degli uffici divini, almeno cento scudi, e una croce d'argento, due calici, e un turibolo del valore di cento scudi".
11. ↑  In italiano: "Mi sta molto a cuore il perfezionamento della detta cappella, già iniziata da me.".
12. 1 2  Il problema della successione diretta si manifesta chiaramente nel testamento di Agostino Domenico Sacco, redatto nel 1557. Nel documento, Agostino Domenico, non avendo eredi diretti, nomina come suo erede universale Antonio Dal Pozzo, figlio di sua sorella Monaca. Inoltre, consapevole della necessità di stabilire una linea di successione ben definita, designa ulteriormente due potenziali successori: Pietro Camillo Cane e Fabrizio Cane-Bisnati (cfr. ASAl, Notarile, notaio Antonio Lanzavecchia, mazzo 706, 8 luglio 1557).
13. ↑  Nel 1542, Callisto Piazza giunge a Milano, su incarico dei responsabili della chiesa di santa Maria presso san Celso, per occuparsi della decorazione della cappella di san Gerolamo. La sua reputazione era già consolidata grazie al lavoro svolto nel Tempio Civico della Beata Vergine Incoronata a Lodi, dove aveva dimostrato una notevole capacità di assimilare le influenze artistiche venete e cremonesi. Durante gli anni quaranta, la presenza di Callisto a Milano è testimoniata da numerosi progetti, segno del riconoscimento del suo talento da parte della classe dirigente locale.
14. ↑  La pala è conservata al centro dell’abside del nuovo duomo di Alessandria.
15. ↑  In italiano: "Sopra [...] le suddette porte si trova un organo, che è proprio di detta cappella, sul cui muro sono dipinti gli stemmi del Signor Presidente Sacchi."
16. ↑  In italiano: "Alla fine si trova una pietra con questa iscrizione: Tomba della nobile famiglia de Sacchis, patroni di questa cappella, costruita nel 1757".
17. ↑  Giacomo Massimiliano Stampa, figlio di Gianfrancesco (*? †1534) e Faustina d'Augusto Maggiolini. Il 29 ottobre 1557 fu nominato da Massimiliano Stampa come successore al marchesato di Soncino, una successione originariamente stabilita quando Massimiliano ricevette il feudo da Carlo V il 3 novembre 1536. Tuttavia, il conferimento del titolo fu oggetto di revisione giuridica. Nel 1538, il 20 marzo, data la giovane età di Giacomo Massimiliano e i dubbi sulla sua capacità di mantenere il feudo in caso di prematura scomparsa, Carlo V emise una dichiarazione e rese transitoria la nomina di Giacomo Massimiliano, confermando a Massimiliano Stampa il diritto di designare un altro successore, dovendo Giacomo Massimiliano venire a mancare prematuramente. Questa clausola fu introdotta per permettere a Massimiliano di designare suo fratello Ermete, allora ecclesiastico, come possibile erede. Una volta abilitato al matrimonio, Ermete ricevette da Carlo V, il 10 giugno 1540, la conferma del diritto di successione. Successivamente, il 2 dicembre 1543, fu revocato l'atto del 1537, privando Giacomo Massimiliano della possibilità di diventare marchese di Soncino. Giacomo Massimiliano mantenne la contea di Rosate, ereditata dal padre, ma a seguito di un lungo processo legale in Senato contro la famiglia Varese, che rivendicava il feudo, nel 1551 Giacomo Massimiliano risultò soccombente e fu costretto a restituire anche la contea di Rosate. (cfr. Pompeo Litta Biumi, tavola II)

### Bibliografiche
1. ↑  Irene Sozzi, p. 214.
2. ↑  Romeo Pavoni, p. 73.
3. ↑  Testamento Sacco 1549.
4. 1 2 3  Laura Facchin, p. 145.
5. ↑  Storia di Alessandria /IV, pp. 512, 513.
6. 1 2  Antonella Perin /I, p. 109.
7. ↑  Rossana Sacchi, I, p. 38.
8. ↑  Consigli e Decurionato, vol. 67, fol. 77 rev, 78 rev.
9. ↑  Girolamo Ghilini, p. 139-1530/4.
10. 1 2  Federico Chabod /I, p. 474.
11. 1 2 3 4  Emilio Albertario.
12. ↑  Rossana Sacchi, I, pp. 109, 148, 163, 332, 340.
13. ↑  Federico Chabod /II, p. 6.
14. ↑  Francesco Gasparolo, p. 90, doc. DCCCLIII.
15. ↑  Francesco Gasparolo, p. 49, doc. CDLXVIII.
16. ↑  Francesco Gasparolo, p. 98, doc. CDXLIV.
17. 1 2  Codex Statutorum.
18. ↑  Silvio Leydi.
19. ↑  Piero Gazzola.
20. ↑  Leandro Ventura.
21. ↑  Giuseppe Campori.
22. ↑  Giovanni Basadonna, p. 340.
23. ↑  Consigli e Decurionato, vol. 68, fol. 19r.
24. ↑  Canonicato della famiglia Sacco.
25. ↑  ACCAl, sez. II, fald. 7, fasc, 35.
26. ↑  La cattedrale di Alessandria, pp. 13, 14.
27. ↑  Giovanni Giussani.
28. ↑  Antonella Perin /I, p. 112.
29. 1 2  Antonella Perin, p. 113.
30. 1 2  Pietro Casalini /II.
31. ↑  Testamento Sacco 1557.
32. ↑  Visita Pastorale mons. Confalonieri.
33. ↑  La cattedrale di Alessandria, p. 108.
34. ↑  Dichiarazione di dote.
35. ↑  Antonella Perin, p. 115.
36. ↑  Rossana Sacchi, II, p. 406.
37. ↑  Rossana Sacchi, II, pp. 475-479.
38. ↑  Testamenti Sacchi, p. 285.
39. ↑  Giovanni Paolo Lomazzo, p. 598.
40. ↑  Carlo Torre, p. 333.
41. ↑  Antonella Perin /II, p. 53.
42. ↑  Visita Pastorale mons. De Rossi, c. 32г.
43. ↑  Visita Pastorale mons. De Rossi, c. 31v.
44. ↑  RIA, n° 184, p. 350.
45. ↑  Pompeo Litta Biumi, tavola II.
46. ↑  Pompeo Litta Biumi, tavola III).
47. ↑  Dispaccio di Carlo V.

### Fondi, archivistica
- (LA) ASAl, ASCAl, serie III, Consigli e Decurionato.
- Beneficio e Canonicato della famiglia Sacco, Registro di Strumenti, copie e memorie, in ACCAl, sez. 11, fald. 2, fasc. 1.
- Dispaccio di Carlo V col quale si concede a Massimiliano Stampa la facoltà di revocare la nomina alla successione nei feudi fatta al conte Giacomo Massimiliano Stampa, figlio del fu conte Giovanni Francesco, in favore di Ermete Stampa, suo fratello, in ASMn, Archivio Casati Stampa di Soncino, Feudi, busta 4, 10 giugno 1540.
- (LA) Testamento di Giacomo Filippo Sacco del 15 ottobre 1549 rogato al notaio di Milano Giovanni Filippo Carpano, in ACCAl, sezione II, fasc 108/1, Fondazione della cappellania di San Perperuo.
- (LA) Atto citato nel testamento del 15 ottobre 1549 custodito in ACCAl, sezione II, fasc. 108/1, in ASMi, Notarile, Giovanni Giussani, 8083, n. 4668, 19 aprile 1544.
- (LA) Dichiarazione di dote della cappella della Purificazione di Beata Maria Vergine con il titolo anche di San Gerolamo e di San Perperuo, in ACCAl, sezione II, fasc 108/1, Fondazione della cappellania di San Perperuo, 14 gennaio 1552.
- (LA) Testamento di Agostino Domenico Sacco, fratello di Giacomo Filippo, rogato al notaio Agostino Inviziati di Alessandria, 8 luglio 1557, in ACCAl, sezione II, fasc 108/1, Fondazione della cappellania di San Perperuo.
- Visita Pastorale di monsignor Gerolamo Confalonieri, in ACVAL, Visite pastorali, faldone 1, fasc. 5, 1594.
- (LA) Visita Pastorale di monsignor Giuseppe Tomaso de Rossi, in ACVAL, VIII.L.6, 1760.
- Pietro Casalini, Rilievo della Cattedrale, in ASAL, IGDAL m.200:, Affari speciali dei Comuni, "Alessandria intra muros" (1814-1825), fasc. s.n, Alessandria, 1803.
- Francesco Gasparolo, Carte Alessandrine dell'Archivio di Stato di Milano, in Monumenta Alexandrina, Alessandria, Stab. Tip.-Libraio G. M. Piccone, 1903.

### Codici
- (LA) Francesco Moscheni & F.lli, Codex statutorum magnifice communitatis atque diœcæsis Alexandrinæ, Alessandria, 1547.

### Storica, annalistica, trattatistica
- Giovanni Paolo Lomazzo, Trattato dell'arte della pittura, scoltura et architettura, Milano, Paolo Gottardo Pontio, 1585.
- Girolamo Ghilini, Annali di Alessandria, Milano, Gioseffo Marelli, 1666.
- Carlo Torre, Il Ritratto di Milano. Diviso in tre libri [...] colorito da Carlo Torre. Nel quale vengono descritte tutte le Antichità, e moderntà, che vedevansi, e che si vedono nella Città di Milano, sì di sontuose Fabbriche, quanto di Pittura e di Scultura, Milano, Per gl'Agnelli scultori e stampatori, 1714.
- Giuseppe Antonio Chenna, Del Vescovato de' Vescovi e delle Chiese della Città e Diocesi d'Alessandria, Alessandria, Ignazio Vimercati Stampatore, 1786.
- Carlo A-Valle, Storia di Alessandria dall'origine ai nostri giorni, vol. 1, Torino, Tipografia fratelli Falletti, 1853.
- Carlo A-Valle, Storia di Alessandria dall'origine ai nostri giorni, vol. 2, Torino, Tipografia fratelli Falletti, 1853.
- Carlo A-Valle, Storia di Alessandria dall'origine ai nostri giorni, vol. 3, Torino, Tipografia fratelli Falletti, 1854.
- Carlo A-Valle, Storia di Alessandria dall'origine ai nostri giorni, vol. 4, Torino, Tipografia fratelli Falletti, 1855.
- Giovanni Basadonna, Relazione del Ducato di Milano, in Eugenio Alberi (a cura di), Le relazioni degli ambasciatori veneti al Senato durante il secolo decimosesto, tomo V, serie II, Firenze, Società Editrice Fiorentina, 1858.
- Guglielmo Schiavina, Annali di Alessandria, a cura di Carlo A-Valle, Alessandria, Barnabè e Borsalino, 1861.
- Pasquale Del Giudice (a cura di), Storia del diritto italiano, vol. 2, Milano, Istituto Editoriale Scientifico, 1923.
- Federico Chabod, Legislazione e amministrazione del Milanese, in Storia di Milano, vol. IX, Milano, Fondazione Treccani degli Alfieri, 1961.
- Federico Chabod, Milano contesa Milano spagnola, L'epoca di Carlo V, in Storia di Milano, vol. IX, Milano, Fondazione Treccani degli Alfieri, 1961.
- Carlenrica Spantigati (a cura di), La cattedrale di Alessandria, Giulio Ieni, Maria Grazia Vinardi, Susanna Maglietta, Giulio Massobrio, Agata Barberis, Alessandria, Cassa di Risparmio di Alessandria, 1988.
- Romeo Pavoni, Il governo di Alessandria alle origini del Comune. La costituzione federale, in Alle origini di Alessandria dal Gonfalone del Comune nella Lega Lombarda all’Aquila imperiale degli Staufen, Alessandria, I Grafismi Boccassi, 2005,  pp. 63-133.
- Rossana Sacchi, Il disegno incompiuto. La politica artistica di Francesco II Sforza e di Massimiliano Stampa, voll. I e II, Milano, LED Edizioni Universitarie, 2005, ISBN 978-8879162920.
- Antonella Perin, Una traccia per la storia dell'architettura del XVI secolo nell'alessandrino. Cristoforo Lombardi, gli Stampa e i Sacco: precisazioni e problemi aperti, in Gelsomina Spione e Angelo Torre (a cura di), Uno spazio storico. Committenze, istituzioni e luoghi nel Piemonte meridionale, Torino, UTET, 2007,  pp. 98-133.
- Laura Facchin, I Sacchi: una famiglia di committenti da Milano a Lonate Pozzolo, in Andrea Spiriti (a cura di), Libertinismo erudito. Cultura lombarda tra Cinque e Seicento, Rassegna gallaratese di storia e d’arte, n. 131, Milano, FrancoAngeli, 2011,  pp. 126-170, ISBN 978-88-568-3667-7.

### Biografica
- Emilio Albertario, Giacomo Filippo Sacco, in Enciclopedia Italiana, Roma, Istituto dell'Enciclopedia Italiana, 1936.
- Leandro Ventura, Lorenzo Leonbruno, in Dizionario biografico degli italiani, vol. 64, Roma, Istituto dell'Enciclopedia Italiana, 2005.

### Genealogica, araldica
- Pompeo Litta Biumi, Stampa di Milano, in Famiglie celebri di Italia, dispensa 132, fascicolo LXXIV, Milano, Paolo Emilio Giusti, 1852.

### Ricerche, studi, convegni, pubblicazioni
- Giuseppe Campori, Notizie su Jacopo Seghizzi detto il Capitano Frate da Modena ingegnere militare del secolo XVI, in Atti e Memorie delle Regie Deputazioni di Storia Patria per le province modenesi e parmensi, Modena, tip. Vincenzi, 1864,  pp. 1-24.
- Pietro Casalini, Copia di relazione fatta dall'architetto Casalini all'epoca della demolizione della vecchia Cattedrale di Alessandria (PDF), in Rivista di storia, arte, archeologia della provincia di Alessandria, anno X, fascicolo II, Alessandria, Società di storia, arte e archeologia per la provincia di Alessandria, aprile-giugno 1901.
- Francesco Gasparolo, Alcuni testamenti della famiglia Sacchi di Alessandria, in Rivista di storia, arte, archeologia della provincia di Alessandria, anno XX, fascicolo XLIV (serie II), Alessandria, Società di storia, arte e archeologia per la provincia di Alessandria, ottobre-dicembre 1911,  pp. 284-292.
- Francesco Gasparolo, Francesco Guasco di Bisio e Carlo Parnisetti, Raccolta di Iscrizioni Alessandrine, in Rivista di storia, arte, archeologia della provincia di Alessandria, anno XLIV, quaderni II-III-IV, Alessandria, Società di storia, arte e archeologia per la provincia di Alessandria, aprile-dicembre 1935,  pp. 217-798.
- Piero Gazzola, Michele Sanmicheli alla Corte di Milano, in Michele Sanmicheli (studi raccolti dall’Accademia di Agricoltura, Scienze e Lettere di Verona per la celebrazione del IV centenario della morte), Verona, Accademia di Agricoltura, Scienze e Lettere di Verona, 1960,  pp. 161-168.
- Silvio Leydi, «Il duca di Milano sta con Vitruvio in mano». Michele Sanmicheli (e altri ingegneri) da Francesco II Sforza, in Graziella Colmuto Zanella (a cura di), La difesa della Lombardia spagnola, atti del convegno (Milano 2-3 aprile 1998), Cremona, Ronca editore, 2004,  pp. 63-76.
- Antonella Perin, Alessandria tra Quattrocento e Cinquecento: città, cantieri, famiglie, in Fulvio Cervini (a cura di), Alessandria scolpita. 1450-1535. Sentimenti e passioni tra Gotico e Rinascimento, catalogo della mostra, Genova, Sagep, 2019,  pp. 47-57.
- Irene Sozzi, I Serbelloni: arti e committenze di una famiglia milanese tra Cinquecento e Seicento [tesi di dottorato] (PDF), in Università degli Studi di Milano, Rossana Sacchi (tutor), Patrizia Piacentini (coordinatore), Corso di dottorato in Scienze del patrimonio letterario, artistico e ambientale - Dipartimento di Beni culturali e ambientali, Milano, 2019-2020.